# Hyalinobatrachium dianae
Hyalinobatrachium dianae ist eine Froschart aus der Familie der Glasfrösche, die 2015 in Costa Rica entdeckt wurde. In der Presse wird Hyalinobatrachium dianae wegen seiner hellgrünen Farbe und der großen schwarzen Pupillen mit weißer Iris mit Kermit aus der Muppet Show beziehungsweise Sesamstraße verglichen.

## Beschreibung
Hyalinobatrachium dianae ist mit etwa 2,5 Zentimetern Länge wie fast alle Glasfrösche auch im Adultstadium relativ klein. Oberseits ist der Frosch leuchtend hellgrün gefärbt, unterseits ist seine Haut jedoch transparent, so dass das Herz, der Verdauungsapparat sowie bei Weibchen die reifenden Eier von außen erkennbar sind. Er ähnelt äußerlich einem Laubfrosch und besitzt wie dieser Haftscheiben an den Gliedmaßenenden. Auffallend sind seine großen, stark hervorstehenden und nach vorne gerichteten Augen mit waagerecht geschlitzten Pupillen und silbrig-weißer Iris mit schwarzen Punkten.
Hyalinobatrachium dianae unterscheidet sich von anderen Arten der Gattung Hyalinobatrachium durch seine einfarbige Rückenhaut ohne dunkle oder helle Schattierungen und ohne Punkte oder Flecken. Hingegen zeigt die Haut eine körnige Oberflächenstruktur.
Charakteristisch ist auch das Rufen der Männchen. Der Ruf besteht aus einem metallischen Pfeifen in einer Tonhöhe von 3,35 bis 3,44 Kilohertz und einer Dauer von rund einer halben Sekunde. Diese Lautgebung war zusammen mit anderen Faktoren ausschlaggebend für die späte Entdeckung der Froschart, da sie von den Forschern eher einem Insekt als einem Glasfrosch zugeordnet worden war.
Molekulargenetische Studien ergaben, dass die genetische Distanz zu anderen Arten der Gattung Hyalinobatrachium genügend groß ist, um den Artstatus zu bestätigen. So beträgt der Unterschied in einem Cytochrom-c-Oxidase synthetisierenden Gen 12,4 Prozent zum nächsten Verwandten, Hyalinobatrachium chirripoi.

## Vorkommen
Hyalinobatrachium dianae bewohnt das Laubwerk der tropischen Regenwälder an den Ausläufern der karibischen Gebirgsketten im Nordosten Costa Ricas und kommt in Höhenlagen zwischen 400 und 900 Metern vor. Die Art ist nur von drei Lokalitäten zwischen Santa Clara in der Provinz Heredia und dem Oberlauf des Río Victoria in der Provinz Limón bekannt. Ihr Verbreitungsgebiet liegt großteils in Schutzgebieten und ist durch menschliche Besiedlung und Bewirtschaftung derzeit wenig gefährdet.

## Lebensweise
Die Frösche sind nachtaktiv. Die Männchen sitzen auf der Unterseite der Blätter in einer Höhe von 0,5 bis 5 Metern, oft in der Nähe eines Geleges, das von den Weibchen ebenfalls auf der Blattunterseite angebracht wird. Sie wählen dabei Pflanzen aus, deren Äste zwar nicht direkt über einem Gewässer hängen, die aber an einer abschüssigen Stelle in der Nähe von Bächen wachsen, sodass ein starker Regenschauer die Brut in das nahe Gewässer schwemmen kann.
Den Biologen gelang es bisher nicht, das Werbungsverhalten von Hyalinobatrachium dianae vorherzusagen. Oft machen sich in einer Nacht mehrere Männchen durch ihre Paarungsrufe bemerkbar, in einer anderen sind bei gleicher Wetterlage und Mondphase keinerlei Aktivitäten zu bemerken.

## Forschungsgeschichte
Die Typuslokalität von Hyalinobatrachium dianae liegt in der Cordillera de Talamanca in Costa Rica. Die Art wurde nach sechs Exemplaren beschrieben, die von Brian Kubicki und Stanley Salazar am 13. Oktober 2013 in diesem Gebiet aufgesammelt worden waren. Zusammen mit Robert Puschendorf beschrieben die beiden Forscher am Costa Rican Amphibian Research Center die neue Froschart und veröffentlichten ihre wissenschaftliche Arbeit im Februar 2015. Es dauerte jedoch bis zum April 2015, als das Amphibian Research Center die Ergebnisse in einem Blog veröffentlichte. Erst dann fiel den Wissenschaftsjournalisten die Ähnlichkeit des schmächtigen Frosches mit der Puppe Kermit aus der Muppet-Show auf, die bereits in den frühen 70er Jahren von Jim Henson gestaltet worden war. Diese Ähnlichkeit besteht nicht nur in der schlaksigen Erscheinung des Frosches mit den dünnen Gliedmaßen, sondern vor allem in der Färbung der Rückenpartie und der hervortretenden Augen. Die Forscher waren über die unerwartete Aufmerksamkeit, die die populären Medien international dem neu beschriebenen Frosch widmeten, nicht unglücklich, richtete sie doch ein Schlaglicht auf die Artenvielfalt, die es in Staaten wie Costa Rica noch zu entdecken gibt und gleichzeitig auf die Gefährdung, der besonders die Amphibien ausgesetzt sind.
Es ist bereits die 14. Glasfroschart, die aus Costa Rica bekannt geworden ist, die letzte wurde allerdings schon im Jahr 1973 entdeckt. Insgesamt gibt es derzeit 150 beschriebene Arten der Glasfrösche, die alle von Mittelamerika bis ins nördliche Südamerika vorkommen.
Brian Kubicki wählte den Artnamen dianae zu Ehren seiner Mutter, Janet Diane Kubicki, sowie der römischen Göttin Diana, die in der Wildnis anzutreffen ist und Wälder auf hohen Bergen bewohnt.